# Джойс Рейнольдс
Джойс Мейр Рейнольдс (нар. 18 грудня 1918 — пом. 11 вересня 2022) — британська антикознавиця та вчена, яка спеціалізувалася на римській історичній епіграфіці, довгожителька. Була почесною співробітницею коледжу Ньюнем, Кембридж. Своє життя Рейнольдс присвятила вивченню та викладанню антикознавства. Перша жінка, нагороджена медаллю Кеньона Британської академії. Серед її найвідоміших публікацій були тексти з міста Афродисія, включно з листуванням афродисійців із римською владою.

## Молодість та освіта
Джойс Рейнольдс народилася в Гаємс-Парку, Великий Лондон, 18 грудня 1918 року. Її батьки походили з Волтемстоу. Батько, Вільям Гоу Рейнольдс, був державним службовцем, а мати, Неллі Фармер, працювала шкільною вчителькою. Мати навчила її читати та писати. Джойс здобула освіту в жіночій школі округу Волтемстоу, а потім у жіночій школі Святого Пола, де отримала стипендію. Її батьки були проти війн, тому забороняли Джойс читати провоєнних письменників, наприклад Редьярда Кіплінга. У школі Джойс не виділялася та не любила «ігри» (фізичне виховання).
Вона вивчала класичні мови та філософію в Сомервіль-коледжі в Оксфорді, де була нагороджена стипендією між 1937 і 1941 роками. У 1944 році вона отримала диплом з найвищими балами. Під час війни, з 1941 до 1946 рік, Рейнольдс працювала тимчасовою державною службовицею, спочатку помічницею директора в Раді з торгівлі, пізніше директором.

## Кар'єра
З 1951 до 1979 рік Рейнольдс очолювала відділ вивчення антикознавства в коледжі Ньюнем, Кембридж, у 1957—1983 роках вона викладала антикознавство в Кембриджському університеті. З 1983 до 1984 року працювала викладачкою римської історичної епіграфіки в Кембриджському університеті та залишалася почесною співробітницеб коледжу Ньюнем. У 1982 році обрана до стипендії Британської академії.
У Джойс Рейнольдс навчалися Мері Берд, Пет Істерлінг, Мері Маргарет Мак-Кейб і Шарлотта Руше.
У свої 90 років Рейнольдс продовжувала працювати. Вона зіграла помітну роль в онлайн-публікаціях, зокрема «Написи Афродисії» (доступна в інтернеті), «Римська Триполітанія» та «Киренаїка». Хоча Рейнольдс більше не викладала, вона не вийшла на пенсію та проводила наукові дослідження. 
Померла 11 вересня 2022 року у віці 103 років.

## Відзнаки
Джойс Рейнольдс — одна з шести британок, які народилися у 1918 році або раніше, представлених у книзі «Дівчата століття» Тесси Данлоп на честь 100-річчя отримання жінками права голосу у Великій Британії, яке відбулося у 1918 році.
У 2004 році Рейнольдс була нагороджена Золотою медаллю Товариства стародавностей за видатні заслуги в археології.
У 2017 році Британська академія нагородила Джойс Рейнольдс медаллю Кеньона «на знак визнання внеску всього життя в дослідження та вивчення римської епіграфіки». Вона стала першою жінкою, нагородженою цією медаллю.
У 1951 році Рейнольдс отримала звання члена ради коледжу Ньюнема, Кембридж. Вона була найстаршою людиною, якій 20 червня 2018 року присудили почесний ступінь доктора літератури Кембриджського університету. Вона також була почесним членом Сомервільського коледжу. 
Премія Джойс Рейнольдс, стипендія, у 10 000 фунтів стерлінгів на проживання двох студентів факультету античності Кембриджського університету, названа на її честь. Її створила Мері Берд, колишня студентка Рейнольдс.

## Вибрані публікації
- Inscriptions of Roman Tripolitania 2021 edition, by J. M. Reynolds, C. M. Roueché, Gabriel Bodard and Caroline Barron (2021), ISBN 978-1-912466-25-2
- Inscriptions of Roman Cyrenaica, by J. M. Reynolds, C. M. Roueché, Gabriel Bodard (2020), ISBN 978-1-912466-22-1
- Inscriptions of Roman Tripolitania, by J. M. Reynolds and J. B. Ward-Perkins, enhanced electronic reissue by Gabriel Bodard and Charlotte Roueché, with new translations by Joyce Reynolds and digital maps (2009). ISBN 978-1-897747-23-0
- Joyce Reynolds, Charlotte Roueché, Gabriel Bodard, Inscriptions of Aphrodisias (2007), ISBN 978-1-897747-19-3
- Ward-Perkins, J. B. (2003). Reynolds, Joyce (ред.). Christian monuments of Cyrenaica (вид. ed. 1953–1971.). London: Soc. for Libyan Studies. ISBN 9781900971010.
- McKenzie, Mary M.; Reynolds, Joyce (1989). Images of authority: papers presented to Joyce Reynolds on the occasion of her seventieth birthday. Cambridge Philological Society.; Supplementary volume. Cambridge. ISBN 9780906014158.
- Reynolds, Joyce Maire; Tannenbaum, Robert (1987). Jews and God-fearers at Aphrodisias : Greek inscriptions with commentary: texts from the excavations at Aphrodisias conducted by Kenan T. Erim. Т. 12. Cambridge Philological Society. ISBN 9780906014080.
- Reynolds, Joyce Maire; Ward-Perkins, J.B. (1952). The inscriptions of Roman Tripolitania. Rome, Published for the British School at Rome. OCLC 7588536.